# Helsingør Idrætsforening
Helsingør Idrætsforening (forkortet Helsingør IF eller "HIF") er en dansk idrætsforening som blev grundlagt i 1899 hjemmehørende i Helsingør.
Idrætsforeningen har fire afdelinger: atletik, gymnastik, håndbold og fodbold.
Foreningen har tidligere haft landet bedste håndboldhold og besidder samtidigt den officielle verdensrekord som det hold der har opholdt sig i landets bedste række gennem længst tid. Verdens første registrerede håndboldkamp fandt sted i 1907 i Helsingør og endte 0-21 til Ordrup (Der var uklarhed omkring regelsættet læs mere under emnet håndbold). Elite-håndboldholdet, der i dag er sammenlagt med Helsinge og Hillerød spiller i landets bedste række og træner i Helsingørhallerne på Gl. Hellebækvej i bydelen Sundparken.
Fodboldafdelingens Elitehold er ligeledes blevet sammenlagt med flere af de omkringliggende småklubber og går i dag under navnet FC Helsingør Efter mange trange år lykkedes det endelig i sæsonen 2008/09 at avancere til 2. Division Øst. Holdet spiller på Helsingør Stadion, der ligger omkring bydelen Sundparken.
Foreningen har haft flere atleter på det danske landshold.
I vinterperioden holder atletikafdelingen til i Snekkersten Hallen, en af Danmarks mest moderne indendørs atletikanlæg.

## Kendte HIFere
- Henning Larsen (Atletik-maraton) OL-deltager 1948
- Erik Jørgensen (Atletik-1500 meter) OL-deltager 1948
- Aage Poulsen (Atletik-1500 meter) OL-deltager 1948
- Steen Waage Petersen (Håndbold) VM-deltager 1954 og 1958 samt landstræner VM 1964
- Solveig Langkilde (Atletik-højdespring) OL-deltager 1972
- Flemming Lauritzen (Håndbold) OL-deltager 1972
- Jens Erik Roepstorff (Håndbold) OL-deltager 1984
- Joachim Boldsen (Håndbold) OL-VM-EM deltager, EM-vinder 2008
- Mikkel Hansen (Håndbold) OL-VM-EM deltager, VM-sølvvinder 2011, EM-vinder 2012
- Mads Junker (Fodbold) tidligere ungdomsspiller i HIF – 3 A-landskamp
- Danny Andersen (Fodbold) tidligere spiller i HIF – har spillet superliga for Lyngby Boldklub
- Jørgen Nielsen (Fodbold) tidligere ungdomsspiller i HIF -under 5 år resevemålmand i Liverpool F.C., men fik aldrig en førsteholdskamp
- Tobias Mikkelsen (Fodbold) tidligere ungdomsspiller i HIF -Flere U-landskamp, spiller nu i FC Nordsjælland.

 Der er for få eller ingen kildehenvisninger i denne artikel, hvilket er et problem. Du kan hjælpe ved at angive troværdige kilder til de påstande, som fremføres i artiklen.